# Phalangium riedeli
Phalangium riedeli is een hooiwagen uit de familie echte hooiwagens (Phalangiidae).